# Universitat Autònoma de Nuevo León
La Universitat Autònoma de Nuevo León (castellà: Universidad Autónoma de Nuevo León, UANL) és una universitat pública amb set campus al nord de l'estat de Nuevo León.
Fundada com a Universitat de Nuevo León el 25 de setembre de 1933, és la tercera universitat pública més gran de Mèxic pel que fa a la població estudiantil (141.971 estudiants el 2011) i la institució d'ensenyament superior més important del nord-est de Mèxic. També és la universitat més antiga de l'estat, actualment té la seu a San Nicolás de los Garza, un suburbi de Monterrey.

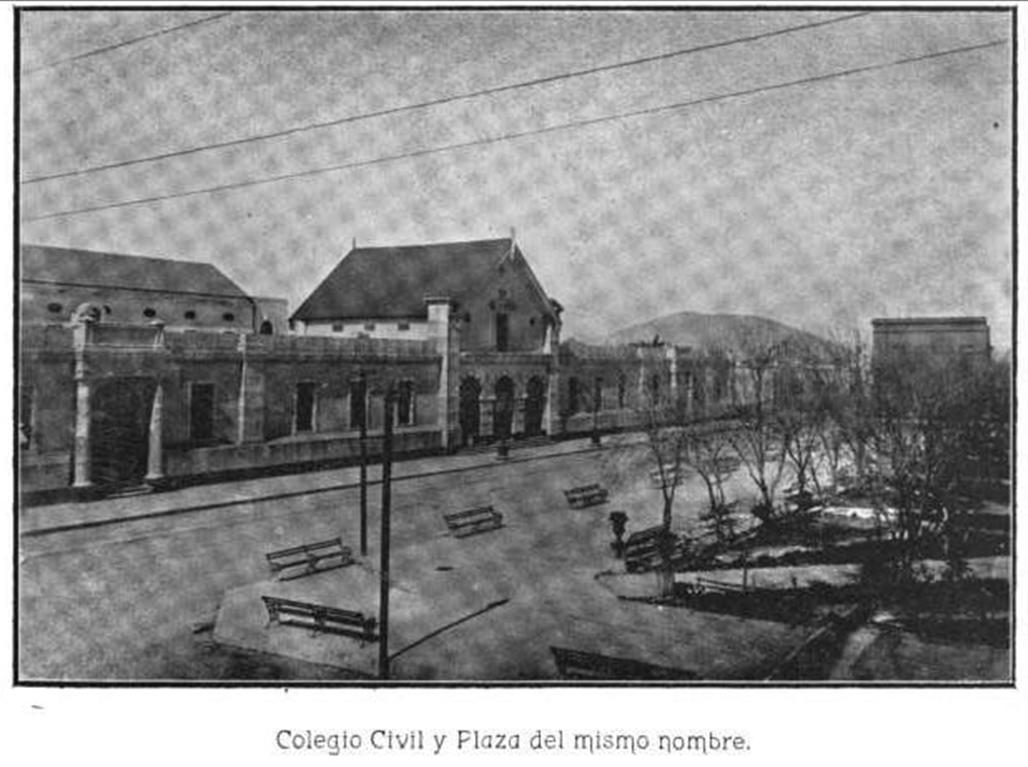
L'Acadèmia Civil, una de les cinc institucions que van unir esforços per crear la Universitat de Nuevo León el 1933.

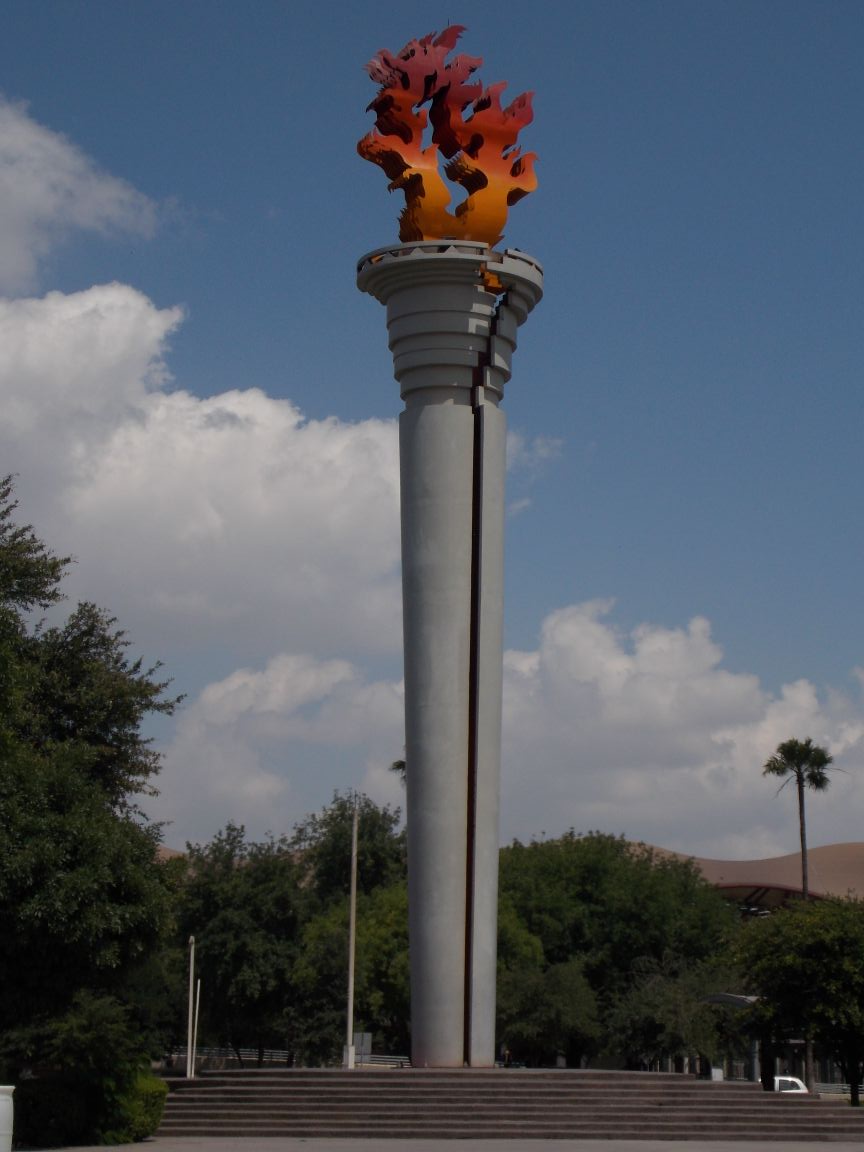
Àrea metropolitana de Monterrey: Monument "Alere flammam veritatis" (Alimenta la flama de la veritat), al campus principal de la Universidad Autónoma de Nuevo León, UANL.

## Campus
La universitat té set campus arreu de l'estat:
- Ciutat Universitària de San Nicolás de los Garza, que disposa de l'estadi de futbol; les dues majors biblioteques, laboratoris de computació, entre d'altres instal·lacions.[4]
- Campus de Ciències Agrícoles i Animals a General Escobedo, amb el centre de recerca i desenvolupament en ciències dels aliments (CIDIA).[5]
- Campus de Ciències de la Salut a Monterrey.[4]
- Campus de Marín a Marin, amb l'escola d'agronomia.[4]
- Campus Mederos a Monterrey, que allotja les Escoles d'Economia, Estudis de Comunicació, Música, Ciències Polítiques i Relacions Internacionals, Arts Escèniques i Arts Visuals, a més del teatre universitari, una branca estatal de l'Associació de Centres de Comerç Mundial i el Centre de Recerca en Educació Bilingüe (CIDEB).[4]
- Campus de Linares a Linares, que allotja les escoles de Ciències de la Terra, Silvicultura i una branca de les escoles de Comptabilitat i Administració d'Empreses.[4]
- Campus Sabinas Hidalgo a Sabinas Hidalgo, seu d'una branca local de les escoles de Dret i Administració d'Empreses.[4]

## Esport
Els clubs esportius de la universitat reben el nom de tigres. L'equip de futbol americà s'anomena Auténticos Tigres i el de futbol és el Tigres de la UANL.